# Melanolophia reducta
Melanolophia reducta là một loài bướm đêm trong họ Geometridae.